# Méru
För andra betydelser, se Meru (olika betydelser).
Méru är en kommun i departementet Oise i regionen Hauts-de-France i norra Frankrike. Kommunen ligger i kantonen Méru som tillhör arrondissementet Beauvais. År 2022 hade Méru 14 091 invånare.

## Befolkningsutveckling
Antalet invånare i kommunen Méru
| Referens: INSEE |